# Фоминская (Тотемский район)
Фоминская — деревня в Тотемском районе Вологодской области.
Входит в состав Мосеевского сельского поселения, с точки зрения административно-территориального деления — в Мосеевский сельсовет.
Расстояние по автодороге до районного центра Тотьмы — 30 км, до центра муниципального образования деревни Мосеево — 6 км. Ближайшие населённые пункты — Бобровица, Кожинская, Филяково.
По переписи 2002 года население составляет 24 человека (10 мужчин, 14 женщин). Всё население — русские.